# Tossechine
Nella mitologia greca, Tossechine è un leggendario compagno di Filottete, menzionato da Quinto Smirneo nel libro XI della Posthomerica (poema epico che narra i fatti successivi all'Iliade di Omero).

## Il mito

### Origini
Dotato di un nome inconsueto, Tossechine è descritto come un fedele amico dell'arciere Filottete, con cui partecipò alla guerra di Troia; Quinto Smirneo non fornisce altri dettagli su questa figura, ma ne tramanda la bontà d'animo.

### Morte
Nell'ultimo scontro aperto tra Troiani e Achei, Filottete cercò di impedire la furiosa avanzata di Enea, scagliando una freccia contro un suo compagno, Medonte, che uccise sul colpo. L'eroe troiano, accecato dal dolore per la sua morte, afferrò un sasso e lo scagliò con violenza contro Tossechine, fracassandogli le ossa del capo all'interno dell'elmo, che rese vana ogni difesa. Stranamente, Filottete, pur avendo assistito alla morte dell'amico, non cercò di vendicarlo.